# Ерік Бенар
Ерік Бенар (фр. Éric Besnard; 15 березня 1964) — французький сценарист, кінорежисер, продюсер.
Ерік Бенар, більше відомий як сценарист, автор таких стрічок, як «Конвоїр», «Плюшевий синдром» і «Ремонт», періодично сам знімає кіно. Орієнтуючись в першу чергу на комерційну складову, він намагається знімати пригодницькі та авантюрні фільми, схожі на ті, що були в його дитинстві в 1970-ті.

## Фільмографія

### Сценарист
1. 600 кілограмів чистого золота (фр. 600 kilos d'or pur, 2010)
2. Італієць (фр. L'Italien, 2010)
3. Вавилон Н.Е. (фр. Babylon A.D., 2008)
4. Відчайдушні шахраї (фр. Ca$h, 2008)
5. Новий протокол (фр. Le nouveau protocole, 2008)
6. Ремонт (фр. Travaux, on sait quand ça commence ..., 2005)
7. Плюшевий синдром (фр. L'Antidote, 2005)
8. Любителі з в'язниці (фр. Les amants du bagne (ТБ), 2004)
9. Інкасатор (фр. Le convoyeur, 2004)
10. Посмішка клоуна (фр. Le sourire du clown, 1999)
11. Un petit grain de folie (ТБ) (1997)
12. Прекрасна душа (фр. Une belle âme, 1994)
13. Імператор Парижа (фр. L'Empereur de Paris, 2018, спільно з Жаном-Франсуа Ріше)

### Режисер
1. 600 кілограмів чистого золота (фр. 600 kilos d'or pur, 2010)
2. Відчайдушні шахраї (фр. Ca$h, 2008)
3. Посмішка клоуна (фр. Le sourire du clown, 1999)
4. Прекрасна душа (фр. Une belle âme, 1994)

### Продюсер
1. Un petit grain de folie (ТБ) (1997)
2. Un si joli bouquet (ТБ) (1995)